# Benjamin B. Blackburn

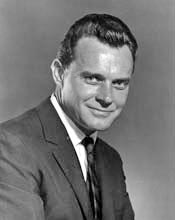
Benjamin B. Blackburn

Benjamin Bentley Blackburn (* 14. Februar 1927 in Atlanta, Georgia; † 3. Dezember 2024 in Jasper, Georgia) war ein US-amerikanischer Politiker. Zwischen 1967 und 1975 vertrat er den Bundesstaat Georgia im US-Repräsentantenhaus.

## Werdegang
Benjamin Blackburn besuchte die öffentlichen Schulen seiner Heimat. Seine Ausbildung wurde durch den Zweiten Weltkrieg unterbrochen, an dem er als Soldat zwischen 1944 und 1946 in der US Navy teilnahm. Nach dem Krieg setzte er seine Ausbildung mit einem Studium an der University of North Carolina fort. Dort machte er im Jahr 1947 seinen Abschluss. Während des Koreakrieges war er erneut Marineoffizier. Später gehörte er der militärischen Reserve dieser Waffengattung an. Nach einem Jurastudium an der Emory University und seiner im Jahr 1954 erfolgten Zulassung als Rechtsanwalt begann er in Atlanta in seinem neuen Beruf zu arbeiten. Zwischen 1955 und 1957 arbeitete er für den Attorney General von Georgia.
Politisch wurde Blackburn Mitglied der Republikanischen Partei, die in Georgia seit dem Ende der Reconstruction in den 1870er Jahren keine große politische Bedeutung hatte. In den 1960er Jahren gelang es der Partei aber, gegenüber der Demokratischen Partei aufzuholen. Bei den Kongresswahlen des Jahres 1966 wurde Blackburn im vierten Wahlbezirk von Georgia das US-Repräsentantenhaus in Washington, D.C. gewählt, wo er am 3. Januar 1967 die Nachfolge von James MacKay antrat. Seit 1872 war er der erste Republikaner, der diesen Distrikt im Kongress vertrat. Nach drei Wiederwahlen konnte er bis zum 3. Januar 1975 vier Legislaturperioden im Kongress absolvieren. In diese Zeit fielen unter anderem das Ende des Vietnamkrieges und die Watergate-Affäre. Letztere schadete der Republikanischen Partei bundesweit. Blackburns Wahlniederlage gegen den Demokraten Elliott H. Levitas bei den Wahlen des Jahres 1974 lag daher im damaligen Bundestrend.
Zwischen 1976 und 1985 war Benjamin Blackburn Präsident der South Eastern Legal Foundation. Im Jahr 1982 bewarb er sich innerhalb seiner Partei erfolglos um die Nominierung für die Gouverneurswahlen. Von 1985 bis 1989 war er regionaler Vertreter des US-Verkehrsministeriums in Georgia. Danach zog er sich in den Ruhestand zurück, den er in Jasper verbrachte. Benjamin Blackburn war seit 1952 verheiratet und hatte vier erwachsene Kinder.